# Jimmy Rimmer
Jimmy Rimmer (Southport, 10 febbraio 1948) è un ex calciatore inglese, di ruolo portiere.

## Carriera
Ottenne i maggiori successi con Manchester United e Aston Villa. Vinse 2 campionati e 3 Charity Shields. In campo internazionale vinse 2 Champions League: la prima, con il Manchester, da secondo portiere; la seconda con l'Aston Villa in cui partì titolare ma dopo 10 minuti si infortunò. In più vinse una Supercoppa UEFA con i Villans da titolare.

## Palmarès

### Club

#### Competizioni giovanili
- FA Youth Cup: 1

Manchester United: 1963-1964

#### Competizioni nazionali
- Campionato inglese: 2

Manchester United: 1966-1967
Aston Villa: 1980-1981
- Charity Shield: 3

Manchester United: 1965, 1967,
Aston Villa: 1981

#### Competizioni internazionali
- Coppa dei Campioni: 2

Manchester United: 1967-1968
Aston Villa: 1981-1982
- Supercoppa UEFA: 1

Aston Villa: 1982